# 丰收节行动
丰收节行动（德語：Aktion Erntefest） 是第二次世界大战期间的一项大规模枪决行动，由纳粹德国波蘭總督府地区的党卫队、秩序警察、以及乌克兰族特别部队执行、旨在消灭卢布林保留地各个集中营中（含马伊达内克集中营及其所有分营）强制劳役的所有犹太人。丰收节行动与卢布林隔都的清场紧密关联。 行动发生于1943年11月3日至4日；在克里斯蒂安·维尔特和雅各布·施波伦贝格的命令下，约有42,000–43,000名波兰犹太人同时被杀害。行动基本消灭了所有的犹太人劳力，因此宣告了莱茵哈德行动的结束。
丰收节行动是整个二战期间德国在单次行动中屠杀犹太人最多的一次。行动的屠杀人数比导致33,000名犹太人丧生的基辅娘子谷大屠殺多出1万人；只有罗马尼亚部队1941年10月执行的敖德萨大屠杀有着更多的死亡人数（超过5万人）。

## 背景
行动的时机显然是为了回应幸存的犹太人抵抗纳粹的数次努力，如索比布尔集中营和特雷布林卡灭绝营的起义，以及华沙隔都、比亚韦斯托克隔都与维尔纽斯隔都的武装抵抗等。党卫队担心在苏联反攻之前，波兰总督府领土上会雪上加霜地发生犹太人领导的叛乱。为防止犹太人进一步抵抗，党卫队决定杀害绝大多数在党卫队所属的东方工业（Osti）中从事强制劳动工程的犹太人。这些剩余的犹太人被关押在特拉夫尼基、波尼亚托瓦与马伊达内克等集中营与布曾（Budzyn）、克拉希尼克、普瓦维（Puławy）、利波瓦（Lipowa）等分营。被羁押的犹太人收到命令，要求挖掘“反坦克战壕”，未曾预料到他们挖掘的其实是万人坑。
当德国人试图对华沙和比亚韦斯托克的隔都进行最后清场时，他们遇到了抵抗；当特雷布林卡和索比布尔灭绝营的犹太人意识到营地即将关闭时，他们爆发了起义。倘若对卢布林的劳动营实施渐进的清场、或是一座接着一座地清理营地，希姆莱不可能期望犹太人不会因绝望而进一步抵抗。因此德国人不得不在单一一次突然性的大规模行动中杀害卢布林劳改营的囚犯。 这就是丰收节行动的起源。 
负责执行丰收节行动的秩序警察第101后备警察营在1943年之前已经在卢布林当地有过长期的经验。该营参与了对波兰总督府卢布林地区各隔都的清场，这也正是在丰收节行动中被屠杀的犹太人的来源。作为莱茵哈德行动的一部分，101警察营的成员还曾围捕犹太人并将其遣送至特雷布林卡与马伊达内克的滅絕營。101警察营也曾数次实施大规模杀戮，譬如在约瑟夫乌隔都的屠杀中他们杀害了1,500人，此外在1942年末他们还在缅济热茨隔都大规模屠杀。第101后备警察营与被称作“特拉夫尼基人”的乌克兰志愿帮手携手共事，自1942年起它们已经共同在波兰的其他地区犯下了一连串的战争罪行：包括沃马济、拉曾、武庫夫、孔斯科沃拉（对医院的大屠杀）、科马鲁夫卡、托马舒夫、塞罗科姆拉、塔尔琴与科茨克等地。

## 屠杀
“丰收节行动”是德国直接占领地区的猶太人大屠殺中最大规模的单日单集中营屠杀事件，3处邻近的地点中共有43,000人被杀害。行动开始于1943年11月3日。在一队特拉夫尼基人的协助下，党卫队与101警察营部队包围了卢布林的马伊达内克集中营主营，及其下属的特拉夫尼基与波尼亚托瓦分营。各营地的犹太人被成组带出营地，并在专为处决挖掘的坑中被射杀，一层接着一层地堆在坑里。埋葬地点像是“一整块堆在一起的男女尸体……各自的腿脚和胳膊相互交联在一起。”

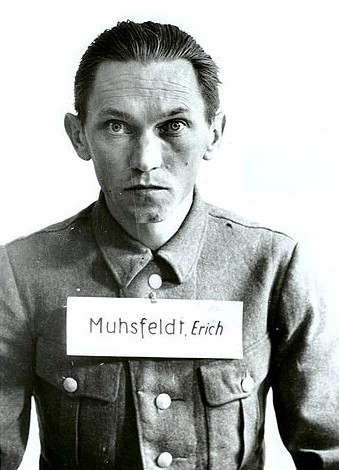
丰收节行动的刽子手埃里希·穆斯费尔特于1947年在奥斯维辛审判中于克拉科夫受审

在马伊达内克，纳粹首先将犹太人和其他犯人分隔开。犹太人被成组带往又长又深的壕沟中，然后被一个接一个地枪杀。埃里希·穆斯费尔特是行刑的领导人，安东·特尔内斯称他是一个“病态杀手”。1943年11月3日，马伊达内克主营中有18,400名犹太人被杀。来自卢布林地区其他劳改营的犹太人也被带到马伊达内克一同枪杀。 马伊达内克和特拉夫尼基的喇叭都播放了音乐，以淹没大规模处决的枪声。完成马伊达内克和特拉夫尼基的处决行动仅用了一天。 波尼亚托瓦的枪决花了两天时间，因为其中一间营房的犹太人发动了起义。为了扑灭起义，党卫队放火烧掉了整座营房，屠杀行动按计划进行。
在丰收节大屠杀结束时，卢布林区在任何实际意义上都已实现了“无犹太人”（judenfrei）。第101后备警察营在最终解决方案中的凶残参与即将结束......一个不到500人的营，最终的杀害人数至少有83,000犹太人。 — 克里斯托弗·R·布朗宁，《Ordinary Men》  

## 注解
1. ↑  Browning 1998，第138頁.
2. 1 2  Gruner, Wolf. . Cambridge University Press. 2006: 271  [2019-02-24]. ISBN 0521838754. （原始内容存档于2019-12-08）. On November 3 and 4, 1943, the SS launched one of the largest murder operations ever against Jewish forced laborers, the notorious "Aktion Erntefest" (Operation Harvest Festival) – 42,000 to 43,000 Jews were killed.[p.271]
3. 1 2  . Interrogation of Sporrenberg – National Archives Kew  WO 208/4673. Holocaust Research Project.org. 2007  [2013-04-17]. （原始内容存档于2007-05-15）.
4. ↑  Browning 1998，第135頁，Reserve Police Battalion 101 participation in the Final Solution culminated in the great "harvest festival" (Erntefest) massacre, the single largest German killing operation against Jews in the entire war. With a victim total of 42,000 Jews in the Lublin district（英语：Lublin Reservation）, Erntefest surpassed even the notorious Babi Yar Massacre of more than 33,000 Jews.[p.135]
5. ↑  Holocaust Encyclopedia 2007.
6. ↑  ARC. . Occupation of the East. ARC. 2004  [2013-04-26]. （原始内容存档于2019-05-14）.
7. ↑  Browning 1998，第137頁.
8. 1 2  Robertson 2013，section 12 & 14.
9. ↑  Browning 1998，第135–142頁.
10. ↑  USHMM. . Lublin/Majdanek: Chronology. United States Holocaust Memorial Museum, Washington, DC. May 11, 2012  [2013-04-13]. （原始内容存档于2018-06-14）.
11. 1 2  Lawrence, Geoffrey;  et al (编), ,  7, London: HM Stationery Office: 111, 1946  [2013-04-26], （原始内容存档于2013-05-16）.
12. ↑  Narration. . Majdanek concentration camp. Part 2 of 5. Google+: real life sharing (from Official archives of the Republic of Poland). 2013  [2013-04-22]. （原始内容存档于2016-04-01）.
13. ↑  Jakub Chmielewski. . Obozy pracy w dystrykcie lubelskim (Labor camps in the Lublin District). Leksykon Lublin. 2013  [2013-04-26]. （原始内容存档于2017-08-19）.
14. ↑  Browning 1998，第141–142頁.